# Joseph L. Pawsey
Joseph Lade Pawsey (Ararate (Vitória), 14 de maio de 1908 — 30 de novembro de 1962) foi um engenheiro e rádio-astrônomo australiano.
Nasceu em Ararate, Victoria, em uma família de agricultores. Aos 14 anos de idade recebeu uma bolsa de estudos para estudar no Wesley College, em Melbourne , seguida por uma bolsa para a Universidade de Melbourne. Em 1929 obteve o B.Sc., seguido de um mestrado em filosofia natural em 1931. Obteve então uma bolsa de estudos na Universidade de Cambridge. Em 1935 obteve um Ph.D. da Universidade de Cambridge. Foi então físico de pesquisa na EMI Ltd. até 1939.
Em 1940 retornou ao seu país natal, Austrália, e de 1940 até 1962 foi um físico de pesquisa no CSIR/CSIRO Divisão de radiofísica, tornando-se chefe assistente em 1952. Em 1952, ele também se tornou presidente da Comissão de Radioastronomia da IAU, servindo até 1958. De 1960 até 1961 foi presidente da filial australian, para o Instituto de Física. Foi nomeado diretor do National Radio Astronomy Observatory, em 1962, mas morreu em Sydney, na Austrália, antes de tomar posse.
Pawsey foi responsável pelo pioneirismo no estudo da astronomia de rádio na Austrália. Em 1945 Pawsey e seus associados começaram a estudar o Sol no espectro de rádio. Empregaram um instrumento chamado interferômetro Cliff, que foi colocado ao longo de um precipício e que recolhia diretamente as ondas de rádio e as emissões refletidas no oceano. Ele foi capaz de usar este dispositivo para detectar emissões de rádio forte, acima de uma mancha solar. Ele também fez medições da temperatura da atmosfera exterior do Sol, e realizou estudos de emissões de rádio a partir da Via Láctea e outras galáxias. Muitas das técnicas que ele desenvolveu se tornaram amplamente utilizadas.

## Prêmios
- Medalha Thomas Ranken Lyle, 1953.[1][2]
- Medalha Hughes da Royal Society, 1960
- Fellow da Royal Society, 1954
- Fundação Fellow da Academia Australiana de Ciências, 1954
- Australian National University, 1961
- Medalha Pawsey da Academia de Ciências da Austrália comemora a sua contribuição, e tem sido atribuído desde 1967
- Pawsey Memorial Lecture, entregue anualmente a um renomado cientista
- Cratera Pawsey na Lua é nomeado após ele.